# Victoria-Werke
Victoria (Вікторія) — з 1886 року німецький виробник автомобілів, мотоциклів та велосипедів. Штаб-квартира знаходиться в Нюрнбергу. У 1958 році компанія об'єдналася із фірмами Express-Werke і DKW, заснувавши компанію Zweirad Union. У 1966 році компанію купує фірма Nürnberger Hercules. У 1958 році компанія припинила виробництво автомобілів.

## Заснування компанії
Фірму заснували в 1886 році два приятеля, обох звали Максимами, але один мав прізвище Франкенбургер, а другий — Оттенштейн, фірму назвали просто: «Frankenburger und Ottenstein Nürnberg».
Вони стали першими виробниками велосипедів. У 1899 році фірму перейменовують у «Victoria Werke AG», а акціонерним товариством фірма стала ще в 1895 році, в плани входило почати виробництво мотоциклів.

## Початок виробництва автомобілів

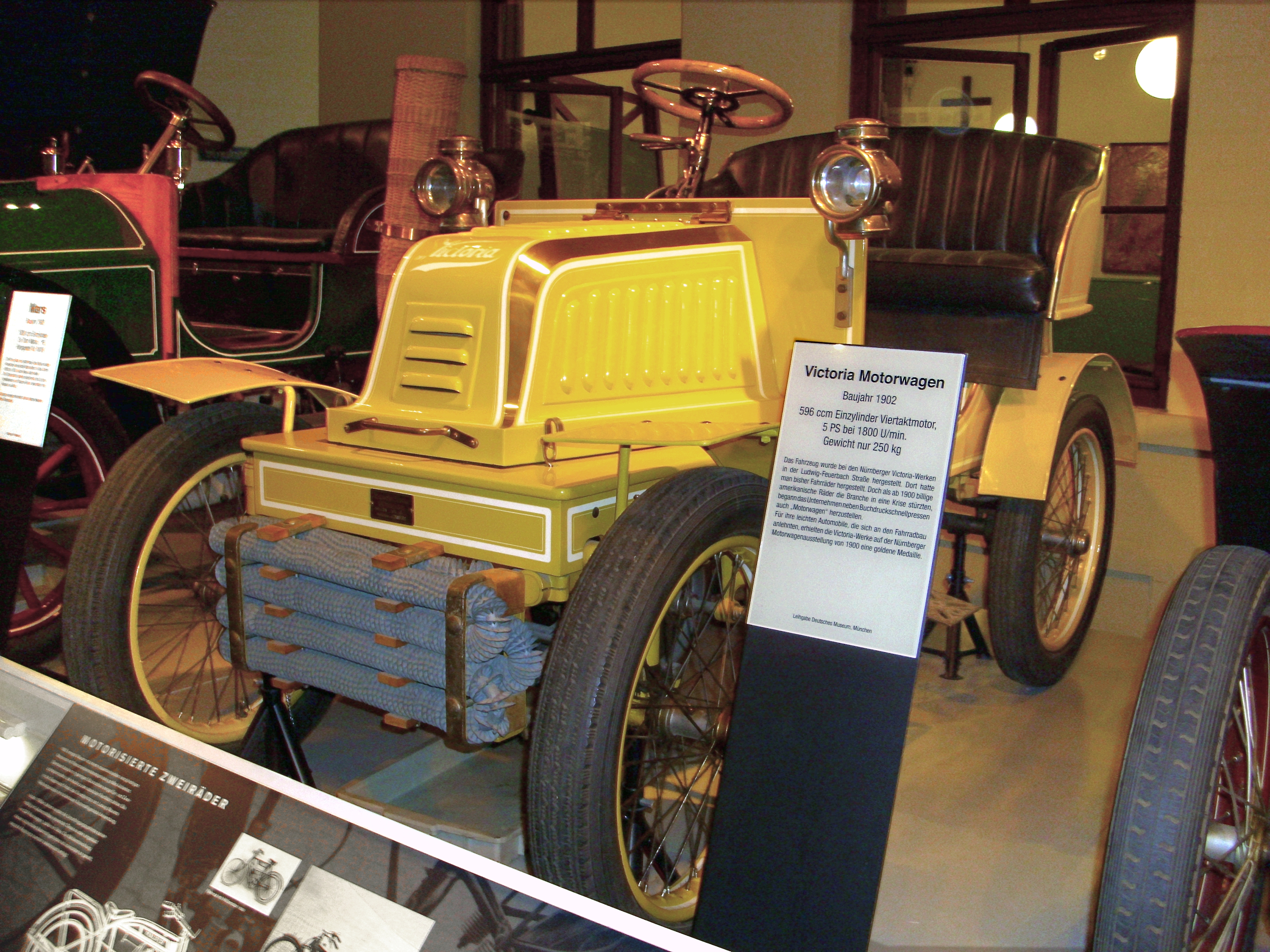
Victoria Motorwagen

1900 року з'являється зовсім не мотоцикл, а автомобіль. Однак машина в серію не йде, її виробляють лише за окремими замовленнями. У 1901 році з'являється нарешті мотоцикл. У 1904 році автомобіль допрацьовують і запускають у серію. Але автомобілі, які мали цілу серію кузовів — Doctors Cabriolet, 2-місний Motor-Gepäck-Wagen і 6-місний Limousine — не мали успіху на ринку, тому в 1912 році фірма припиняє виробництво автомобілів.

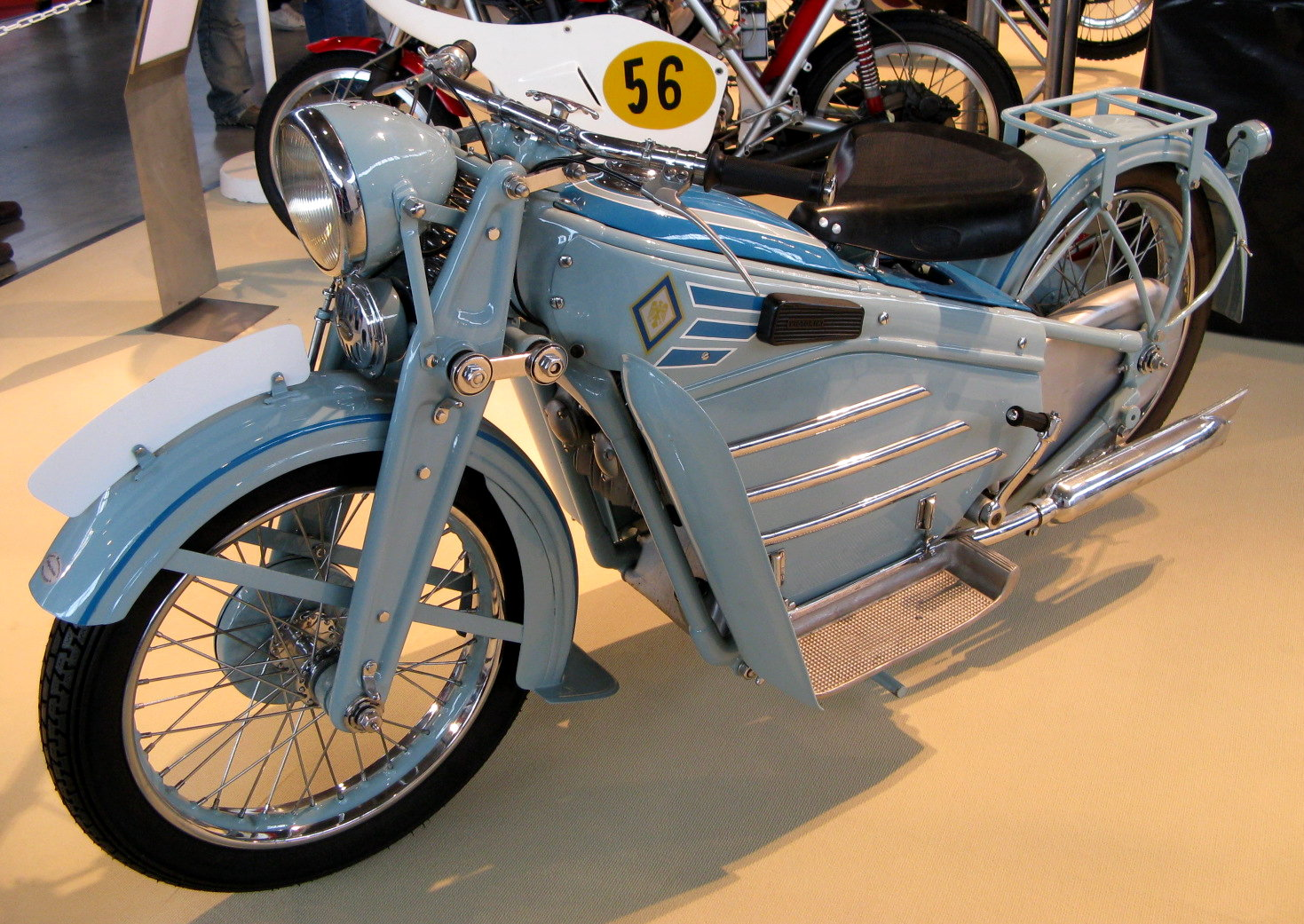
Мотоцикл Victoria KR 9 (1934)

Після Першої світової фірма продовжила випускати мотоцикли, причому в 1926 році вони, встановивши компресор на мотоцикл, першими досягли швидкості в 165 км/год на двоколісному транспорті.
Знову до автомобілів фірма повернулася в 50-ті роки.

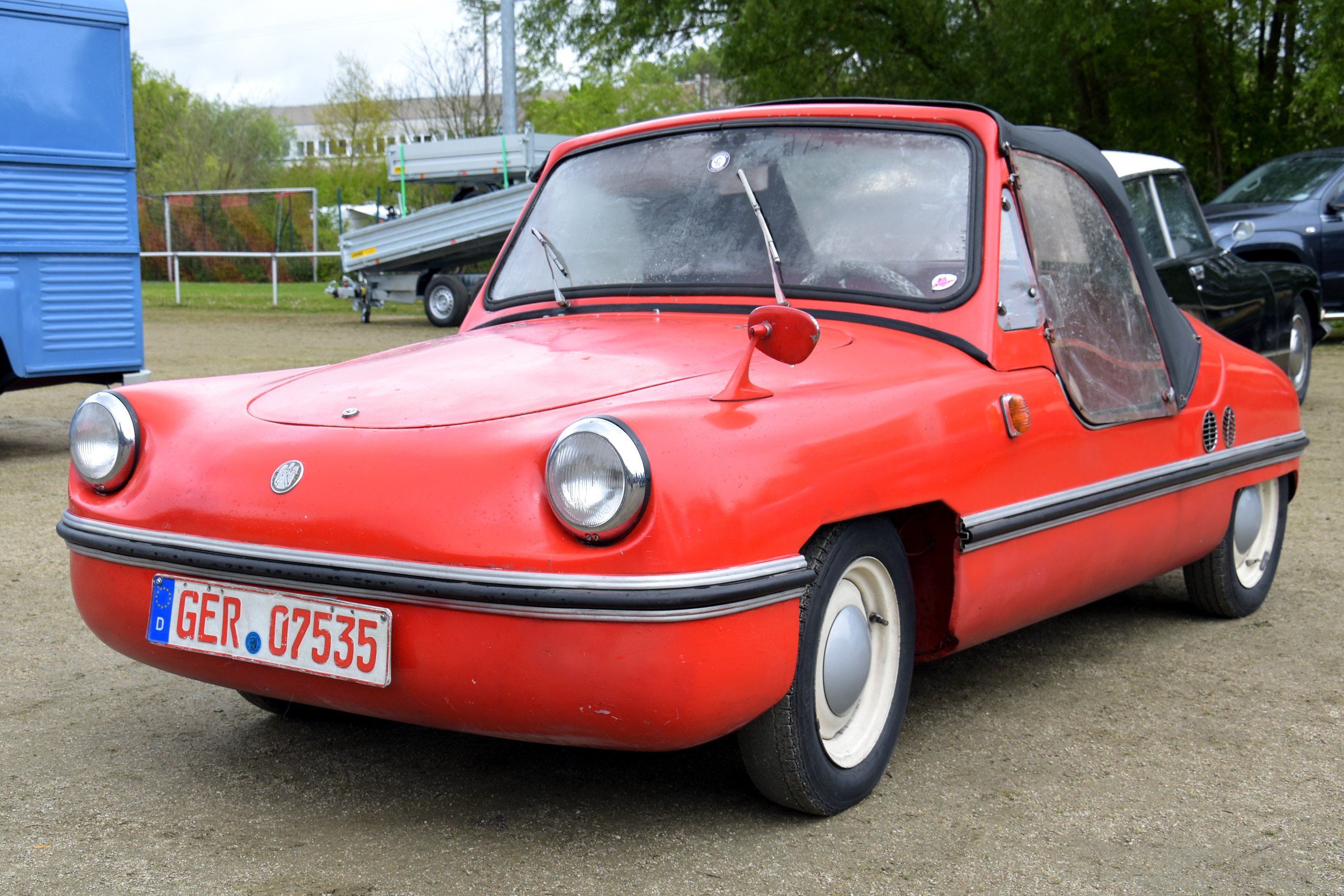
Spatz

У 1954 році гонщик Егон фон Брютш будує 3-колісний автомобіль Spatz («Горобець») із склопластиковим кузовом.
Він став першим німецьким автомобілем з кузовом із такого матеріалу. Однак він продає ліцензію Харальду Фрідріху, господареві фірми ALZMETALL, і той у свою чергу засновує фірму Bayerischen Autowerke GmbH. Випробування показали, що кузов не особливо надійний — йдуть тріщини, і Фрідріх просить доопрацювати автомобіль Ганца Ледвінку, колишнього головного інженера «Татри». Комуністи його недолюблюють, і літній людині нічого не залишається, як втікати до Західної Європи. Отже, 77-річний Ганц Ледвінка будує 4-колісний автомобіль з трубчастою рамою, незалежною підвіскою всіх коліс і з мотором від «Мессершмідта Кабіненроллер 200». Плексігласове лобове скло замінюють звичайним склом. Саме така машина йде в серію.
Оскільки «БАВ АГ» не має своєї дилерської мережі, вони звертаються до фірми «Вікторія» за допомогою. Машина виявилася малопотужною (10 сил), двигун — ненадійним, а кузов — легкозаймистий, до того ж Брютш подає до суду на плагіат дизайну, правда, він програє справу. Фрідріх вирішує продати ліцензію фірмі «Вікторія».
Інженери «Вікторії» переробляють в свою чергу автомобіль, встановлюють свій мотор — 250 см3 — замість 200-кубового, їх мотор розвиває вже 14 сил. Коробка передач — 5-ступінчаста, на «Горобцеві» вона була 4-ступінчастою. До того ж на панелі приладів з'явилося 3 кнопки: нейтраль, задній хід і кнопка «вперед», інші передачі переключалися важелем на кермовій колонці. Машина з такою начинкою розвивала вже 97 км/год.

## Припинення виробництва автомобілів

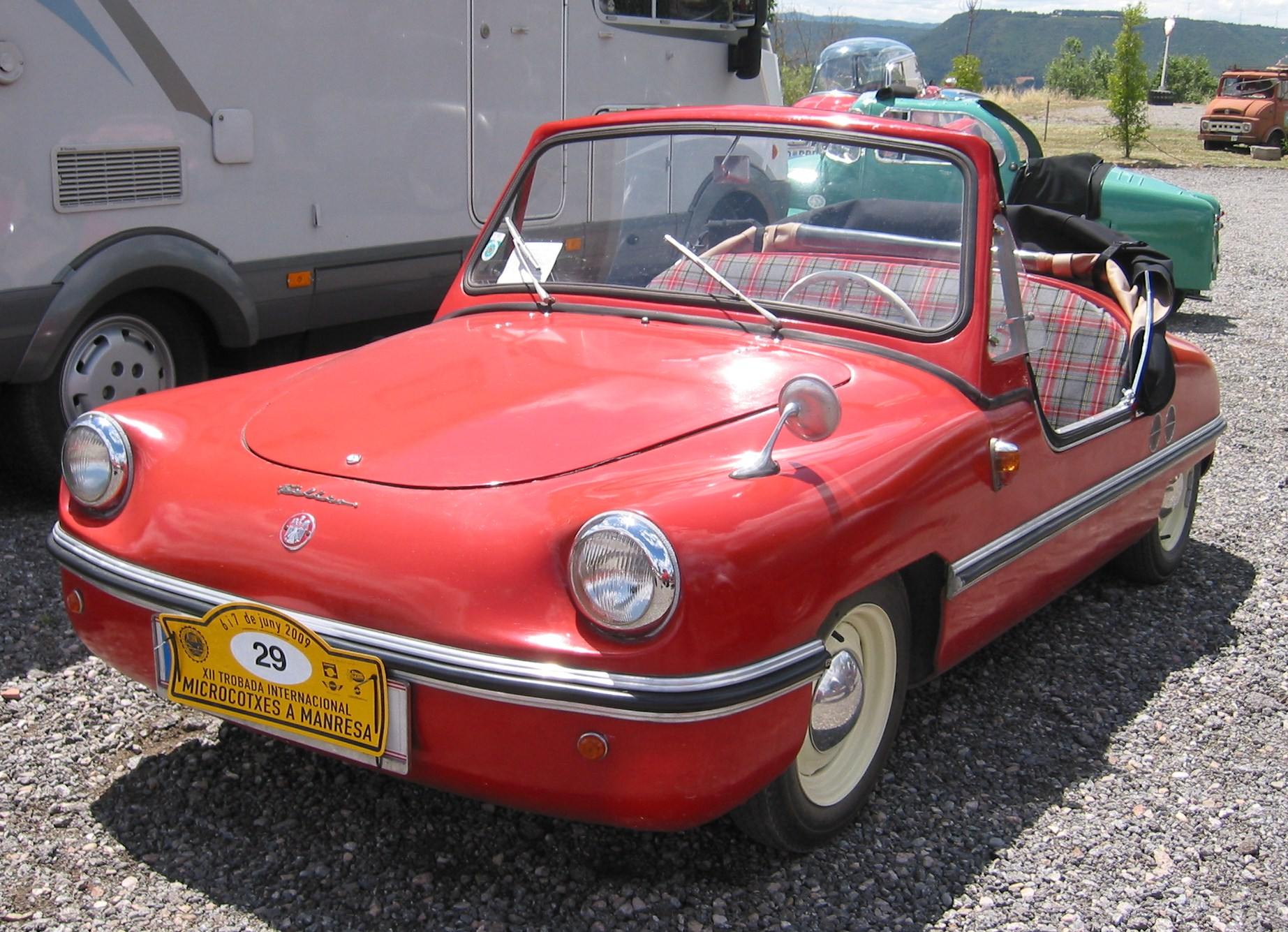
Victoria 250

У січні 1957 року «Вікторія 250» почалася продаватися, але в лютому 1958 року фірма припинила виробництво автомобілів, продавши всього 729 машин.

## Закриття компанії
А у зв'язку з кризою ринку кінця 50-х «Вікторії» довелося об'єднатися з фірмами Express-Werke і DKW, заснувавши Zweirad Union AG. У 1966 році Nürnberger Hercules Werke GmbH купує це об'єднання, і марка «Вікторія» зникає з каталогів мотодилерів. У 1995 році бізнесмен Герман Харт викуповує права на товарний знак «Вікторія» і починає випускати велосипеди під цією старою маркою.
Що стосується «Горобця», то в 1958 році право на неї купила фірма Burgfalke, продаючи машину під індексом «250 Експорт», але й у цієї фірми продажі особливо не пішли.

## Список автомобілів Victoria
- 1904 — Victoria Motorwagen
- 1957 — Victoria 250 (Spatz)